# Astekari
Astekari är en ö i Finland. Den ligger i Bottenviken och i kommunen Ijo i den ekonomiska regionen  Oulunkaari i landskapet Norra Österbotten, i den norra delen av landet. Ön ligger omkring 38 kilometer nordväst om Uleåborg och omkring 560 kilometer norr om Helsingfors.
Öns area är 1 hektar och dess största längd är 200 meter i öst-västlig riktning. Det finns inga samhällen i närheten.